# 大工園彩夏
大工園 彩夏（だいくぞの さやか、2000年8月3日 - ）は、日本の女子バレーボール選手である。

## 来歴
鹿児島県出身。テレビで試合を見たのがきっかけで、小学3年生からバレーボールを始めた。
2016年、鹿児島県立鹿児島南高等学校に進学。2018年、ジュニア日本代表に選出され、アジアジュニア選手権 (en) に出場してチームの優勝に貢献し、自身もベストリベロ賞を受賞した。2019年、鹿屋体育大学に進学。2020年、全日本大学選手権大会（全日本インカレ）でチームの優勝に貢献し、自身もベストリベロ賞を受賞した。2022-23シーズン、V.LEAGUE DIVISION1 WOMEN（V1女子）に所属するNECレッドロケッツの内定選手となった。
2023年、大学卒業後に、NECレッドロケッツに入団した。同年、第75回国民体育大会（かごしま国体）に「ふるさと選手」として出場した。NEC入団1シーズン目となる2023-24シーズン、V1女子の試合に出場し、Vリーグデビューを果たした。

## 人物
- NEC入団と同時に鹿屋体育大学大学院に進学し、在籍している[5]。

## 球歴
- ジュニア日本代表
  - アジアジュニア選手権(U-20) - 2018年 (en)

## 所属チーム
- 鹿児島県立鹿児島南高等学校（2016-2019年）
- 鹿屋体育大学（2019-2023年）
- NECレッドロケッツ/NECレッドロケッツ川崎（2023年-）

## 受賞歴
- 2018年 - アジアジュニア選手権 (en)  ベストリベロ
- 2020年 - 全日本大学選手権大会 ベストリベロ
- 2024年 - 2024年アジアクラブ選手権 ベストリベロ